# 御德國際控股
御德國際控股有限公司，簡稱御德國際控股（英語：Yu Tak International Holdings Limited，港交所：8048），於2012年9月成立，名為「香港珠宝有限公司」，是一間創業板上市公司。
前身為「香港珠寶控股有限公司」。
則在2012年11月20日，由志鸿科技国际控股有限公司換取上市而設，現時業務經營设计、研发、生产、销售各種珠寶和提供研发与应用資訊科技。
董事長為李霞，總裁為林迪。總部位於深圳市罗湖区人民南路深房广场B座45楼。
●李嘉誠申報，2013年4月三日持香港珠寶控股（08048）股權由14.11%降至12.05%，實際持股仍為約1.43233億股

## 連結
- HKJewelry.net （页面存档备份，存于）
- 志鴻科技 （页面存档备份，存于）